# Larochette
Larochette är en kommun och en stad i centrala Luxemburg. Den ligger i kantonen Mersch och distriktet Luxemburg, i den centrala delen av landet, 19 kilometer norr om huvudstaden Luxemburg. Antalet invånare är 2 122. Arean är 15,4 kvadratkilometer.
Terrängen i Larochette är huvudsakligen platt.

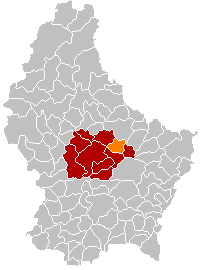
Larochette markerad med orange i karta över Luxemburg

I omgivningarna runt Larochette växer i huvudsak blandskog. Runt Larochette är det ganska tätbefolkat, med 100 invånare per kvadratkilometer.